# Арсланова, Фануза Шарафиевна
Фануза Шарафиевна Арсланова (род. 13 марта 1951 года в с. Абдулкаримово Ермекеевского района Башкирской АССР, РСФСР, СССР) — советский и российский политический деятель, народный депутат России (1990—1993), депутат Государственной Думы ФС РФ I созыва(1993—1995).

## Биография
В 1970 году окончила Белебеевское педагогическое училище в Башкирской АССР. С 1970 по 1972 год работала в Еремекеевском районном комитете ВЛКСМ заведующей школьным отделением. С 1972 по 1973 год работала старшей пионервожатой в средней школе № 117 Советского района города Уфа. В 1973 году работала в Башкирском областном комитете ВЛКСМ референтом Бюро молодёжного туризма. В 1973 году вступила в КПСС, членом которой оставалась до 1991 года.     
В 1974 году вернулась в село Ермекеево, работала ответственным секретарём Ермекеевской районной организации всероссийского общества «Знание». С 1976 по 1978 год работала в прокуратуре Ермекеевского района в должности стажёра, помощника прокурора. В 1977 году получила высшее образование по специальности «Правоведение» окончив Башкирском государственном университете имени 40-летия Октября (ныне Уфимский университет науки и технологий).  
В 1978 году переехала в город Новый Уренгой Ямало-ненецкого автономного округа, где до 1994 года работала на производственном объединении «Уренгойгазпром» юрисконсультом, старшим юристом, начальником юридического отдела.   
В 1990 году избрана народным депутатом РСФСР по Ново-Уренгойскому территориальному избирательному округу № 729, входила во Фракцию «Коалиция реформ». Была членом комитета по законодательству, членом Конституционной комиссии.
В декабре 1993 года избрана депутатом Государственной Думы Федерального Собрания РФ I созыва. Была членом комитета по экономической политике, входила во фракцию «Женщины России».
В 1996 году вернулась в систему Газпрома. С 1996 по 2010 работала в ПАО «Газпром» заместителем начальника Управления развития общественных связей, начальником Управления по работе с Федеральным Собранием и исполнительными органами власти, была Представителем ПАО «Газпром» в федеральных органах власти.
В 2008 году вошла в «Рейтинг наиболее эффективных отраслевых специалистов по связям с органами государственной власти» по версии Российского профессионального портала о лоббизме и GR Lobbying.ru.
С 2010 года работает руководителем Представительства Ханты-Мансийского автономного округа — Югры при Правительстве Российской Федерации и в субъектах Российской Федерации — заместителем Губернатора Ханты-Мансийского автономного округа — Югры.

## Награды и звания
- Медаль «За освоение недр и развитие нефтегазового комплекса Западной Сибири» (1983 г.)[2]
- Почётный работник газовой промышленности (1993 г.)
- Почётная грамота Государственной Думы Федерального Собрания Российской Федерации (2001 г.)
- Почётная грамота Министерства промышленности и энергетики РФ (2006 г.)

## Семья
Замужем, имеет сына и дочь, пять внучек и трое внуков.